# نيكولاي بيلوف
نيكولاي بيلوف (بالروسية: Николай Сергеевич Белов)‏ هو لاعب هوكي الجليد روسي، ولد في 13 أغسطس 1987 في موسكو في روسيا.

## وصلات خارجية
- نيكولاي بيلوف على موقع دوري الهوكي الوطني (الإنجليزية)
- نيكولاي بيلوف على موقع دوري الهوكي للقارات (الإنجليزية)
- نيكولاي بيلوف على موقع EliteProspects.com (الإنجليزية)
- نيكولاي بيلوف على موقع Eurohockey.com (الإنجليزية)
- نيكولاي بيلوف على موقع HockeyDB.com (الإنجليزية)